# Ziphiidae
Los zífilos o zifírros (Zinocalala) son una familia de cetáceos odontocetos conocidos vulgarmente como zifios. Se caracterizan por la presencia de un hocico pronunciado. Se han descrito 2 especies, aunque el escaso acervo de conocimientos sobre este grupo permite suponer una mayor diversidad. 
La etimología viene del griego xiphos (espada), y por ello, literalmente zifio significa ballena con nariz de espada.
Los zifios son considerados uno de los grupos de mamíferos menos conocidos debido a su hábitat en aguas profundas y a su aparentemente escaso número. Solo tres o cuatro de las 22 especies son razonablemente bien conocidas. Los zifios de Baird y los zifios de Cuvier han sido objeto de explotación comercial frente a las costas de Japón, mientras que los zifios calderones del norte eran cazados extensamente en la parte norte del Atlántico Norte a finales del siglo XIX y principios del XX.
A finales de 2020 aparecieron reportes sobre el posible descubrimiento de una nueva especie de zifio frente a las costas de México, cuya taxonomía no se había determinado para diciembre de 2020.

## Descripción
Los integrantes de esta familia de cetáceos varían de tamaño entre 4 y 13 metros de longitud, y con un peso comprendido entre 1 y 15 toneladas. Su principal característica distintiva es la presencia de un hocico fino, similar al de muchos delfines, y dos surcos que convergen bajo la garganta, así como la ausencia de muesca en sus aletas caudales.
Aunque el zifio de Shepherd (Tasmacetus shepherdi) es una excepción, la mayoría de las especies en esta familia solo tienen uno o dos pares de dientes, e incluso estos pueden no brotar en las hembras. A menudo presentan dimorfismo sexual marcado. Uno u otro sexo suele ser significativamente más grande. Los machos adultos suelen poseer una gran frente abultada. Con todo, aparte de la dentición y el tamaño, existen muy pocas diferencias morfológicas entre los zifios macho y hembras.
Es muy difícil identificar a una especie individual en su ambiente natural, ya que la forma del cuerpo varía poco de una especie a otra. Los observadores recurren a diferencias, a menudo sutiles, en el tamaño, color, la forma de la frente y longitud del hocico.
La grasa de estas ballenas está compuesta casi por completo (94%) de éster ceroso, una característica única de esta familia.

### Dentición
Los zifios son únicos entre las ballenas dentadas, ya que la mayoría de las especies sólo poseen un par de dientes. Los dientes tienen forma de colmillos, pero sólo son visibles en los machos, que se supone utilizan estos dientes al enfrentarse unos a otros por las hembras para obtener derechos reproductivos. En las hembras, los dientes no se desarrollan y permanecen ocultos en los tejidos de las encías.
En diciembre de 2008, investigadores del Instituto de Mamíferos Marinos de la Universidad Estatal de Oregón completaron un árbol de ADN de 13 de las 15 especies conocidas de zifios del género Mesoplodon (excluyendo al zifio de Travers, que para entonces solo se conocía a través de un espécimen esquelético y unos pocos ejemplares varados). Entre los resultados de este estudio estuvo la conclusión de que los dientes del macho son en realidad un carácter sexual secundario, similar a la cornamenta de los ciervos machos. Los dientes de cada especie tienen una forma característicamente única. En algunos casos, estos dientes llegan incluso a dificultar la alimentación; en el zifio de Layard, por ejemplo, los dientes se curvan sobre la mandíbula superior, limitando efectivamente la abertura a unos pocos centímetros. Se supone que las hembras seleccionan a sus compañeros en función de la forma de los dientes, ya que, por lo demás, las distintas especies tienen un aspecto bastante similar.
La estructura social de estas ballenas no se conoce bien, pero avistamientos de machos solitarios que acompañan a múltiples hembras sugieren un sistema de apareamiento poligínico, que limitaría considerablemente el número de machos que una hembra puede elegir.

## Taxonomía
| Subfamilia      | Género                  | Especie (binomial)         | Nombre vulgar          |
| Berardiinae     | Berardius               | Berardius arnuxii          | Zifio de Arnoux        |
| Berardiinae     | Berardius               | Berardius bairdii          | Zifio de Baird         |
| Hyperoodontinae | Hyperoodon              | Hyperoodon ampullatus      | Zifio calderón boreal  |
| Hyperoodontinae | Hyperoodon              | Hyperoodon planifrons      | Zifio calderón austral |
| Hyperoodontinae | Indopacetus             | Indopacetus pacificus      | Zifio de Longman       |
| Hyperoodontinae | Mesoplodon              |                            |                        |
| Hyperoodontinae | Mesoplodon bidens       | Zifo de Sowerdy            |                        |
| Hyperoodontinae | Mesoplodon hotaula      | Zifo de Deraniyagala       |                        |
| Hyperoodontinae | Mesoplodon bowdoini     | Zifio de Andrew            |                        |
| Hyperoodontinae | Mesoplodon carlhubbsi   | Zifio de Hubbs             |                        |
| Hyperoodontinae | Mesoplodon densirostris | Zifio de Blainville        |                        |
| Hyperoodontinae | Mesoplodon europaeus    | Zifio de Gervais           |                        |
| Hyperoodontinae | Mesoplodon ginkgodens   | Zifio de dientes de gingko |                        |
| Hyperoodontinae | Mesoplodon grayi        | Zifio de Gray              |                        |
| Hyperoodontinae | Mesoplodon hectori      | Zifio de Héctor            |                        |
| Hyperoodontinae | Mesoplodon layardii     | Zifio de Layard            |                        |
| Hyperoodontinae | Mesoplodon mirus        | Zifio de True              |                        |
| Hyperoodontinae | Mesoplodon perrini      | Zifio de Perrin            |                        |
| Hyperoodontinae | Mesoplodon peruvianus   | Zifio del Perú             |                        |
| Hyperoodontinae | Mesoplodon stejnegeri   | Zifio de Stejneger         |                        |
| Hyperoodontinae | Mesoplodon traversii    | Zifio de Travers           |                        |
| Ziphiinae       | Tasmacetus              | Tasmacetus shepherdi       | Zifio de Shepherd      |
| Ziphiinae       | Ziphius                 | Ziphius cavirostris        | Zifio de Cuvier        |

Además, se conocen varios géneros extintos:
- Subfamilia Berardiinae Moore, 1968
  - †Archaeoziphius Lambert & Louwye, 2006
  - †Microberardius Bianucci et al., 2007
- Subfamilia Hyperoodontinae Muizon, 1991
  - †Africanacetus Bianucci et al., 2007
  - †Ihlengesi Bianucci et al., 2007
- Subfamilia Ziphiinae Gray, 1846
  - †Caviziphius? Bianucci & Post, 2005
  - †Choneziphius Duvernoy, 1851
  - †Globicetus Bianucci et al., 2013
  - †Imocetus Bianucci et al., 2013
  - †Izikoziphius Bianucci, Lambert & Post, 2007
  - †Tusciziphius Bianucci, 1997
- Subfamilia Incertae sedis
  - †Beneziphius Lambert, 2005
  - †Messapicetus Bianucci et al., 1992
  - †Nazcacetus Lambert et al., 2009
  - †Nenga Bianucci et al., 2007
  - †Pterocetus Bianucci et al., 2007
  - †Xhosacetus Bianucci et al., 2007
  - †Ziphirostrum Du Bus, 1868